# Magsingal

Magsingal est une municipalité de 3e classe située dans la province d'Ilocos Sur aux Philippines. Selon le recensement de 2010 elle est peuplée de 28 302 habitants.

## Barangays
Magsingal est divisée en 30 barangays.
- Alangan
- Bacar
- Barbarit
- Bungro
- Cabaroan
- Cadanglaan
- Caraisan
- Dacutan
- Labut
- Maas-asin
- Macatcatud
- Namalpalan
- Manzante
- Maratudo
- Miramar
- Napo
- Pagsanaan Norte
- Pagsanaan Sur
- Panay Norte
- Panay Sur
- Patong
- Puro
- San Basilio (Poblacion)
- San Clemente (Poblacion)
- San Julian (Poblacion)
- San Lucas (Poblacion)
- San Ramon (Poblacion)
- San Vicente (Poblacion)
- Santa Monica
- Sarsaracat